# Roberto Rojas Díaz
Roberto Rojas Díaz (Copiapó, Chile, 27 de noviembre de 1945 - ibídem, 17 de marzo de 2014) fue un futbolista chileno. Jugó de puntero izquierdo, en varios equipos de la liga profesional chilena. 
Es hermano menor del mediocampista seleccionado chileno en el Mundial de 1962, Eladio Rojas.

## Trayectoria
Se inició en su natal Copiapó, en el club “Chacabuco”. Como seleccionado juvenil de Copiapó asistió al Nacional Juvenil que se desarrolló en Arica en 1963. En ese torneo el jugador de Colo-Colo Caupolicán Peña, como veedor de su club, lo reclutó para la Escuela de Fútbol colocolina, junto con Heraldo Nicolás, Eduardo Cejas, Sergio Cavada, entre otros.  
Jugando por Colo-Colo debutó en el profesionalismo el año 1965. En dicho equipo se desempeñó durante dos temporadas, para luego emigrar a Everton en 1967.
Los siguientes tres años (1968 a 1970) jugó en Green Cross-Temuco.
En 1971 es contratado por Huachipato.

## Clubes
| Club               | País  | Año       |
| ------------------ | ----- | --------- |
| Colo-Colo          | Chile | 1965-1966 |
| Everton            | Chile | 1967      |
| Green Cross-Temuco | Chile | 1968-1970 |
| Huachipato         | Chile | 1971      |